# Automatyczna regulacja częstotliwości
Automatyczna regulacja częstotliwości, ARC (AFC, ang. Automatic frequency control) – metoda (lub urządzenie) służąca do automatycznego dostrajania odbiornika radiowego do odbieranej fali elektromagnetycznej (technika radiowa lub mikrofalowa).
AFC działa zwykle w oparciu o sprzężenie zwrotne. Gdy odbiornik nie jest dokładnie dostrojony do odbieranej częstotliwości, układ elektroniczny AFC wytwarza sygnał zmieniający częstotliwość rezonansową obwodów wejściowych i heterodyny zmniejszając stopień niedostrojenia odbiornika. W przypadku niektórych układów jest możliwe całkowite zredukowanie błędu strojenia. Detektory FM dekodujące częstotliwość, wytwarzają składową stałą zależną od odstrojenia, która jest dostarczana do systemu dostrojenia do układu AFC.
Układy używające pętli synchronizacji fazowej (PLL) (synteza częstotliwości), zbudowane na układach cyfrowych, wytwarzają tak precyzyjne sygnały, że automatyczna regulacja częstotliwości nie jest im potrzebna. W odbiornikach radiowych i telewizyjnych automatyka AFC może być także oznaczana jako AFT (ang. Automatic Fine Tuning).